# Meersenf
Meersenf (Cakile) ist eine Gattung in der Familie der Kreuzblütengewächse (Brassicaceae).

## Beschreibung

### Erscheinungsbild, Wurzeln und Blätter
Meersenf-Arten sind meist einjährige, selten ausdauernde krautige Pflanzen, die Wuchshöhen von bis zu 0,8 Meter erreichen. Die Pfahlwurzeln können verholzen und besitzen relativ lange horizontale Seitenwurzeln. Es sind meist kahle, dickliche, sukkulente Strandpflanzen. Die oberirdischen Pflanzenteile sind kahl oder manchmal spärlich flaumig behaart. Die aufrechten, aufsteigenden, spreizenden oder niederliegenden Stängel sind an ihrer Basis verzweigt.
Die wechselständig und spiralig am Stängel angeordneten Laubblätter sind meist gestielt und besitzen eine oft fleischige und einfache bis doppelt fiederspaltige Blattspreite. Die Blattränder sind glatt, gewellt, gekerbt, gezähnt oder gesägt. Nebenblätter fehlen.

### Generative Merkmale
Viele Blüten stehen in erst schirmtraubigen später bis zur Fruchtreife sich durch Streckung der Blütenstandsachse verlängernde traubigen Blütenständen zusammen. Die gestielten, zwittrigen Blüten sind vierzählig. Die vier Kelchblätter sind aufrecht. Die vier weißen bis violetten Kronblätter sind genagelt. Es sind sechs Staubblätter vorhanden. Die dicke, zweigliedrige Gliederschote ist 12 bis 27 mm lang und enthält zwei bis drei Samen. Das obere Schotenglied ist zusammengedrückt.
Die Chromosomengrundzahl beträgt x = 9.

## Vorkommen
Die Meersenf-Arten kommen hauptsächlich in den gemäßigten Breiten der Nordhalbkugel vor. Verbreitungsgebiete sind das nördliche Afrika, Europa, die Arabische Halbinsel und das westliche Asien sowie Nord- und Zentralamerika und die Karibik. Die meisten Arten wachsen in Amerika an salzigen Stellen wie Küsten, Dünen und Salzpfannen innerhalb des Landes.
Die einzige europäische und auch in Mitteleuropa vorkommende Art ist der Europäische Meersenf, der in mehreren Unterarten an fast allen europäischen Meeresküsten zu finden ist. Mit der auf den Azoren eingeschleppten, ursprünglich nordamerikanischen Cakile edentula kommt in Europa noch eine zweite Art vor.

## Systematik
Die Gattung Cakile wurde 1754 durch Philip Miller in The Gardeners Dictionary...Abridged..., fourth edition, Vol. 1 aufgestellt. Als Lectotypus wurde 1913 Cakile maritima Scop. festgelegt. Der botanische Gattungsname Cakile leitet sich vom arabischen Name qaqulleh ab. Die Gattung Cakile gehört zur Tribus Brassiceae in der Familie der Brassicaceae.
Es gibt etwa sechs Cakile-Arten:

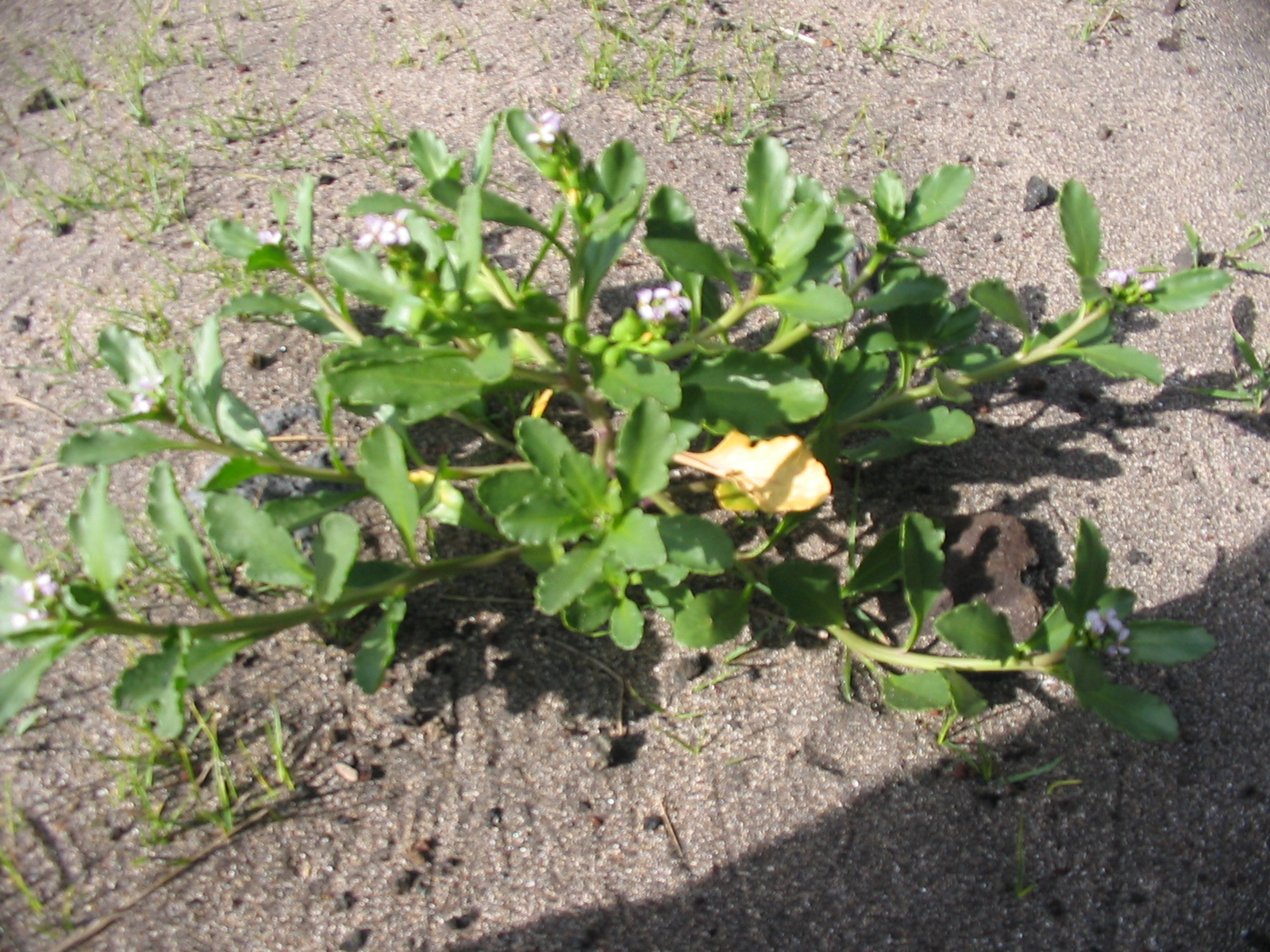
Cakile edentula

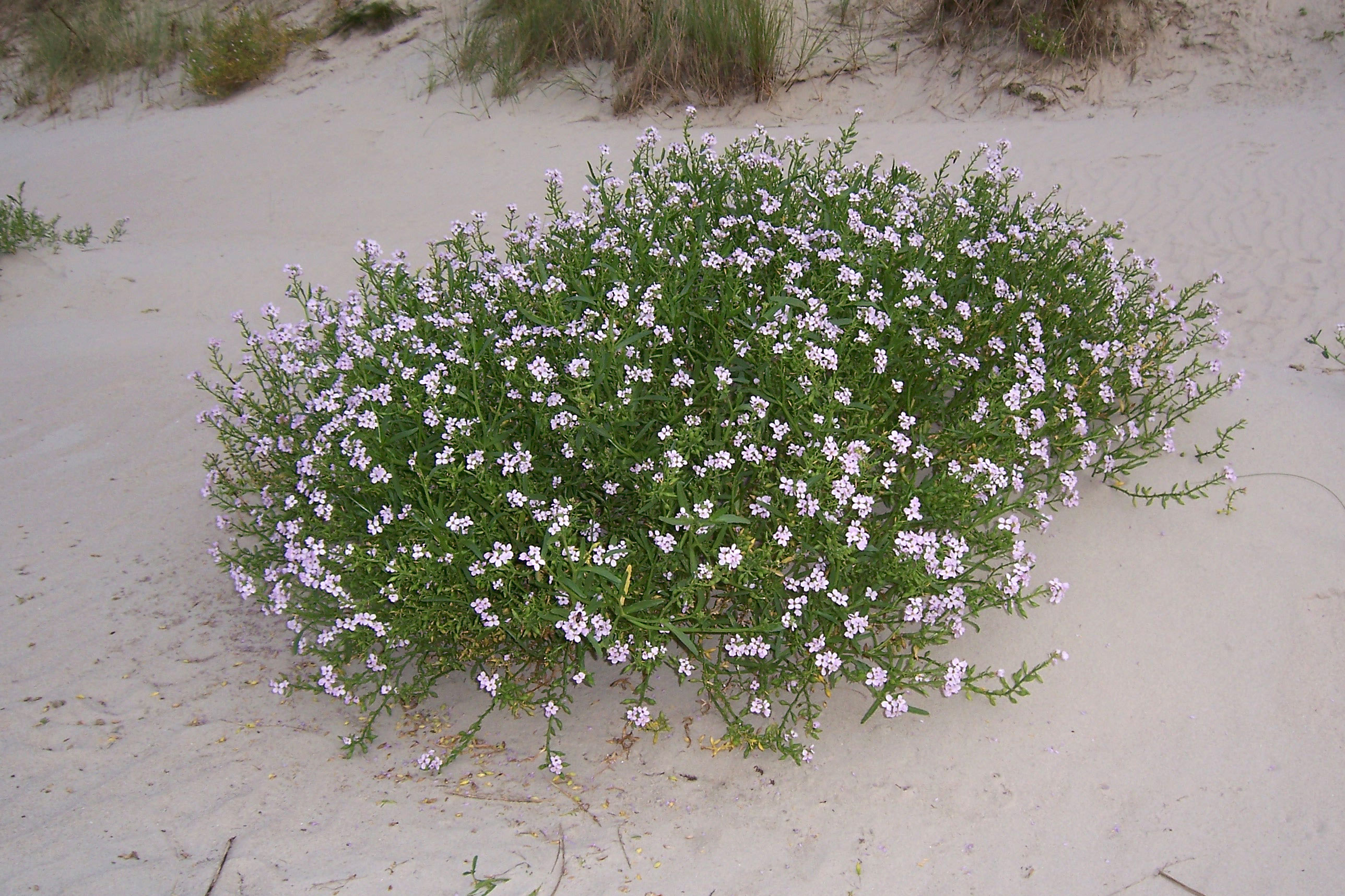
Europäischer Meersenf auf Spiekeroog

- Cakile arabica Velen. & Bornm.: Sie kommt von Jordanien bis zum Iran und auf der Arabischen Halbinsel vor.[3][4]
- Cakile constricta Rodman; Heimat: südliche USA (Alabama, Louisiana, Mississippi, Florida, Texas).[1]
- Cakile edentula (Bigelow) Hook.; Heimat: Kanada, USA, auf den Azoren und in Australien ein Neophyt.[1]
- Cakile geniculata (B.L.Rob.) Millsp.: Sie kommt am Meeresstrand von Louisiana, Texas und von Mexiko vor.[5]
- Cakile lanceolata (Willd.) O.E.Schulz; Heimat: Florida, Mexiko, Mittelamerika, Kolumbien und die Karibik.[1]
- Europäischer Meersenf (Cakile maritima Scop.); Heimat: Europa, Nordafrika, Makaronesien und Westasien, ist in Nordamerika eingebürgert.[1]